# ضياء عربشاهي
سيد رضا عربشاهي (بالفارسية: ضیا عربشاهی)، من مواليد 1960م، وهو لاعب كرة قدم إيراني سابق ومركزه لاعب وسط، لعب مع منتخب بلاده لبطولة كأس الأمم الأسيوية سنة 1984م والتي أستضافته سنغافورة، وشارك كذلك في دورة الألعاب الآسيوية نفس العام، كما لعب مع عدة أندية إيرانية، ومن بينها نادي شاهين وبرسبوليس وغيره.